# Wi
Wi – w mitologii Lakotów jeden z najpotężniejszych bogów. Jest bóstwem solarnym utożsamianym z bizonem. Ojciec Whope (lakockiej bogini pokoju, późniejszej Kobiety Cielęcia Białego Bizona). Uwodzony nieskutecznie przez Anog Ite, oszpecił jedną z jej dwóch twarzy.